# ITF Women’s World Tennis Tour 2020 (Januar–März)
In den folgenden Tabellen werden die Tennisturniere des ersten Quartals der ITF Women’s World Tennis Tour 2020 dargestellt.

## Turnierplan
| Kategorien            | Kategorien           |
| World Tennis Tour 25+ | World Tennis Tour 15 |
| --------------------- | -------------------- |
| W100                  | —                    |
| W80                   | —                    |
| W60                   | —                    |
| W25                   | —                    |
| —                     | W15                  |

### Januar
| Datum 1 | Turnierort                                                             | Siegerin Einzel         | Siegerinnen Doppel                        |
| ------- | ---------------------------------------------------------------------- | ----------------------- | ----------------------------------------- |
| 30.12.  | Hongkong                                                               | Sarina Dijas            | Eudice Chong Wu Fang-hsien                |
| 6.1.    | Hongkong                                                               | Anastassija Komardina   | Mana Ayukawa Eudice Chong                 |
| 6.1.    | Canberra Auf Grund der Buschbrände in Australien nach Bendigo verlegt. | Magdalena Fręch         | Alison Bai Jaimee Fourlis                 |
| 6.1.    | Monastir                                                               | Sabina Sharipova        | Zeel Desai Anastassija Tichonowa          |
| 6.1.    | Antalya                                                                | Zeynep Sönmez           | Oleksandra Oliynykova Sapfo Sakellaridi   |
| 13.1.   | Daytona Beach                                                          | Marie Benoît            | Dalma Gálfi Kimberley Zimmermann          |
| 13.1.   | Malibu                                                                 | Nadia Podoroska         | Laura Pigossi Rosalie van der Hoek        |
| 13.1.   | Kairo                                                                  | Cindy Burger            | Hélène Scholsen Chantal Škamlová          |
| 13.1.   | Monastir                                                               | Victoria Muntean        | Jodie Anna Burrage Tereza Mihalíková      |
| 13.1.   | Antalya                                                                | Nina Potočnik           | Schibek Qulambajewa Ma Yexin              |
| 13.1.   | Fort-de-France (Martinique)                                            | Audrey Albié            | Audrey Albié Marine Partaud               |
| 13.1.   | Cancún                                                                 | Sofia Sewing            | Justina Mikulskytė Lian Tran              |
| 20.01.  | Vero Beach                                                             | Daniela Seguel          | Hsu Chieh-yu Panna Udvardy                |
| 20.01.  | Kasan                                                                  | Anastassija Sacharowa   | Jekaterina Jaschina Anastassija Sacharowa |
| 20.01.  | Petit-Bourg (Guadeloupe)                                               | Nadia Podoroska         | Laura Pigossi Rosalie van der Hoek        |
| 20.01.  | Stuttgart-Stammheim                                                    | Julia Terziyska         | Alena Fomina Angelica Moratelli           |
| 20.01.  | Kairo                                                                  | Lucie Wargnier          | Hélène Scholsen Chantal Škamlová          |
| 20.01.  | Monastir                                                               | Gösäl Ainitdinowa       | Julija Hatouka Tereza Mihalíková          |
| 20.01.  | Cancún                                                                 | Alexa Noel              | Eva Vedder Stéphanie Visscher             |
| 20.01.  | Antalya                                                                | Walerija Oljanowskaja   | Georgia Crăciun Andreea Prisăcariu        |
| 20.01.  | Liepāja                                                                | Elza Tomase             | Kazjaryna Paulenka Jekaterina Schalimowa  |
| 20.01.  | Manacor                                                                | Ioana Loredana Roșca    | Nina Stadler Margot Yerolymos             |
| 27.01.  | Andrézieux-Bouthéon Engie Open Andrézieux-Bouthéon 42 2020             | Ysaline Bonaventure     | Jaqueline Cristian Elena-Gabriela Ruse    |
| 27.01.  | Burnie Caterpillar Burnie International 2020                           | Maddison Inglis         | Ellen Perez Storm Sanders                 |
| 27.01.  | Nonthaburi                                                             | Ankita Raina            | Ankita Raina Bibiane Schoofs              |
| 27.01.  | Kairo                                                                  | Anastassija Solotarjowa | Tamara Čurović Elena Milovanović          |
| 27.01.  | Monastir                                                               | Julija Hatouka          | Nuria Brancaccio Federica Rossi           |
| 27.01.  | Manacor                                                                | Mina Hodzic             | Suzan Lamens Nina Stadler                 |
| 27.01.  | Antalya                                                                | Georgia Crăciun         | Schibek Qulambajewa Ma Yexin              |
| 27.01.  | Cancún                                                                 | Ingrid Gamarra Martins  | Verena Meliss Eliessa Vanlangendonck      |

### Februar
| Datum 1 | Turnierort                                                | Siegerin Einzel           | Siegerinnen Doppel                                           |
| ------- | --------------------------------------------------------- | ------------------------- | ------------------------------------------------------------ |
| 3.2.    | Midland Dow Tennis Classic 2020                           | Shelby Rogers             | Caroline Dolehide Maria Sanchez                              |
| 3.2.    | Launceston                                                | Asia Muhammad             | Alison Bai Jaimee Fourlis                                    |
| 3.2.    | Trnava                                                    | Sofja Lansere             | Miriam Kolodziejová Laura-Ioana Paar                         |
| 3.2.    | Nonthaburi                                                | Irina Fetecău             | Ankita Raina Bibiane Schoofs                                 |
| 3.2.    | Monastir                                                  | Marija Timofejeva         | Anastassija Pribylowa Anastassija Tichonowa                  |
| 3.2.    | Antalya                                                   | Andreea Amalia Roșca      | Han Jiangxue Ayaka Okuno                                     |
| 3.2.    | Palmanova                                                 | Anna Sisková              | Yvonne Cavalle-Reimers Ángela Fita Boluda                    |
| 3.2.    | Cancún                                                    | Ingrid Gamarra Martins    | Ingrid Gamarra Martins Thaisa Grana Pedretti                 |
| 10.2.   | Kairo Zed Open Women’s Tennis 100K 2020                   | Irina-Camelia Begu        | Aleksandra Krunić Katarzyna Piter                            |
| 10.2.   | Nicholasville Kentucky Open 2020                          | Wolha Hawarzowa           | Quinn Gleason Catherine Harrison                             |
| 10.2.   | Trnava                                                    | Jaqueline Cristian        | Anna Bondár Tereza Mihalíková                                |
| 10.2.   | Grenoble                                                  | Clara Burel               | Amandine Hesse Elixane Lechemia                              |
| 10.2.   | Hamilton                                                  | Eri Shimizu               | Emily Fanning Erin Routliffe                                 |
| 10.2.   | Monastir                                                  | Ilona Georgiana Ghioroaie | Mylène Halemai Manon Léonard                                 |
| 10.2.   | Iraklio                                                   | Martina Spigarelli        | Martina Colmegna Dalila Spiteri                              |
| 10.2.   | Antalya                                                   | Julyette Steur            | Der Doppelwettbewerb wurde wegen schlechten Wetters abgesagt |
| 10.2.   | Cancún                                                    | María Lourdes Carlé       | Carolina M. Alves Andrea Gámiz                               |
| 17.2.   | Kairo Zed Open Women’s Tennis 60K 2020                    | Marta Kostjuk             | Marta Kostjuk Kamilla Rachimowa                              |
| 17.2.   | Kyōto Shimadzu All Japan Indoor Tennis Championships 2020 | Xun Fangying              | Erina Hayashi Moyuka Uchijima                                |
| 17.2.   | Glasgow                                                   | Clara Tauson              | Myrtille Georges Kimberley Zimmermann                        |
| 17.2.   | Perth                                                     | Maddison Inglis           | Kanako Morisaki Erika Sema                                   |
| 17.2.   | Jodhpur                                                   | Ankita Raina              | Rutuja Bhosale Miyabi Inoue                                  |
| 17.2.   | Monastir                                                  | Carole Monnet             | Julie Belgraver Mylène Halemai                               |
| 17.2.   | Iraklio                                                   | Dalila Spiteri            | Tatiana Pieri Dalila Spiteri                                 |
| 17.2.   | Antalya                                                   | Nina Potočnik             | Yuliana Lizarazo Aurora Zantedeschi                          |
| 17.2.   | Cancún                                                    | Andrea Gámiz              | María Lourdes Carlé Thaisa Grana Pedretti                    |
| 24.2.   | Altenkirchen AK Ladies Open 2020                          | Eva Lys                   | Andreea Mitu Laura-Ioana Paar                                |
| 24.2.   | Rancho Santa Fe                                           | You Xiaodi                | Kayla Day Sophia Whittle                                     |
| 24.2.   | Moskau                                                    | Jekaterina Kasionowa      | Sofja Lansere Kamilla Rachimowa                              |
| 24.2.   | Sunderland                                                | Wiktorija Tomowa          | Alicia Barnett Olivia Nicholls                               |
| 24.2.   | Perth                                                     | Shiho Akita               | Kanako Morisaki Erika Sema                                   |
| 24.2.   | Mâcon                                                     | Océane Dodin              | Audrey Albié Marine Partaud                                  |
| 24.2.   | Monastir                                                  | Nefisa Berberović         | Mylène Halemai Andreea Prisăcariu                            |
| 24.2.   | Iraklio                                                   | Darja Astachowa           | Oana Gavrilă Andreea Amalia Roșca                            |
| 24.2.   | Antalya                                                   | Eléonora Molinaro         | Gösäl Ainitdinowa Sosia Kardawa                              |

### März
| Datum 1 | Turnierort                               | Siegerin Einzel                                   | Siegerinnen Doppel                                |
| ------- | ---------------------------------------- | ------------------------------------------------- | ------------------------------------------------- |
| 2.3.    | Las Vegas                                | Robin Montgomery                                  | Lorraine Guillermo Maegan Manasse                 |
| 2.3.    | Antalya                                  | Mayar Sherif                                      | Réka Luca Jani Mayar Sherif                       |
| 2.3.    | Mildura                                  | Marianna Sakarljuk                                | Tereza Mihalíková Abbie Myers                     |
| 2.3.    | Potchefstroom                            | Samantha Murray                                   | Samantha Murray Fanny Stollár                     |
| 2.3.    | Yokohama                                 | Yuriko Miyazaki                                   | Robu Kajitani Naho Satō                           |
| 2.3.    | Kairo                                    | Sandra Samir                                      | Jacqueline Cabaj Awad Sandra Samir                |
| 2.3.    | Monastir                                 | Nefisa Berberović                                 | Sina Herrmann Andreea Prisăcariu                  |
| 2.3.    | Iraklio                                  | Miriam Kolodziejová                               | Tamara Čurović Fanny Östlund                      |
| 9.3.    | Irapuato                                 | Aufgrund der COVID-19-Pandemie vorzeitig beendet. | Aufgrund der COVID-19-Pandemie vorzeitig beendet. |
| 9.3.    | Kairo                                    | Aufgrund der COVID-19-Pandemie vorzeitig beendet. | Aufgrund der COVID-19-Pandemie vorzeitig beendet. |
| 9.3.    | Potchefstroom                            | Aufgrund der COVID-19-Pandemie vorzeitig beendet. | Aufgrund der COVID-19-Pandemie vorzeitig beendet. |
| 9.3.    | Olímpia                                  | Aufgrund der COVID-19-Pandemie vorzeitig beendet. | Aufgrund der COVID-19-Pandemie vorzeitig beendet. |
| 9.3.    | Amiens                                   | Aufgrund der COVID-19-Pandemie vorzeitig beendet. | Aufgrund der COVID-19-Pandemie vorzeitig beendet. |
| 9.3.    | Monastir                                 | Aufgrund der COVID-19-Pandemie vorzeitig beendet. | Aufgrund der COVID-19-Pandemie vorzeitig beendet. |
| 9.3.    | Iraklio                                  | Aufgrund der COVID-19-Pandemie vorzeitig beendet. | Aufgrund der COVID-19-Pandemie vorzeitig beendet. |
| 9.3.    | Cancún                                   | Aufgrund der COVID-19-Pandemie vorzeitig beendet. | Aufgrund der COVID-19-Pandemie vorzeitig beendet. |
| 9.3.    | Antalya                                  | Aufgrund der COVID-19-Pandemie vorzeitig beendet. | Aufgrund der COVID-19-Pandemie vorzeitig beendet. |
| 9.3.    | Kasan                                    | Aufgrund der COVID-19-Pandemie vorzeitig beendet. | Aufgrund der COVID-19-Pandemie vorzeitig beendet. |
| 16.3.   | Aufgrund der COVID-19-Pandemie abgesagt. | Aufgrund der COVID-19-Pandemie abgesagt.          | Aufgrund der COVID-19-Pandemie abgesagt.          |
| 23.3.   | Aufgrund der COVID-19-Pandemie abgesagt. | Aufgrund der COVID-19-Pandemie abgesagt.          | Aufgrund der COVID-19-Pandemie abgesagt.          |
| 30.3.   | Aufgrund der COVID-19-Pandemie abgesagt. | Aufgrund der COVID-19-Pandemie abgesagt.          | Aufgrund der COVID-19-Pandemie abgesagt.          |